# Edward Potts
Edward William Potts (Kent, 12 de juliol de 1881 – Londres, 15 de setembre de 1944) va ser un gimnasta artístic anglès que va competir a començament del segle xx.
El 1908 va prendre part en els Jocs Olímpics de Londres, on fou novè en la prova del concurs complet individual del programa de gimnàstica.
Quatre anys més tard, als Jocs d'Estocolm, va guanyar la medalla de bronze en el concurs complet per equips del programa de gimnàstica.